# Paul Marenco
Pour les articles homonymes, voir Marenco.
Paul Marenco, né à Grasse le 18 juillet 1900 et mort à Nice le 22 juillet 1970, est un arbitre français de football.

## Biographie
Paul Marenco est né le 18 juillet 1900 et est mort dans un accident de voiture en 1970 en revenant d'un comité de la Ligue de Football du Sud-Est à Marseille ; il en était un des vice-présidents. Il fut pendant de longues années le président du district de la Côte d'Azur. C'est lui qui est à l'origine du football féminin en France.
Paul Marenco était affilié à Nice.  Il officia de 1932 à 1947. 
Il existe une Coupe Paul Marenco, qui existe dans les Alpes-Maritimes, tant pour les hommes que pour les femmes.

## Carrière
Paul Marenco a officié dans plusieurs compétitions majeures  :
- Coupe d'Afrique du Nord de football 1933-1934 (finale)
- Coupe de France de football 1938-1939 (finale)
- Coupe du monde 1938, arbitre assistant 4 matchs : 2 présences en 8èmes, 1 présence en quart, 1 présence en demi [7].